# アンドレア・グリッティ

『ドージェのアンドレア・グリッティの肖像』、ティツィアーノ画、ナショナル・ギャラリー (ワシントン)

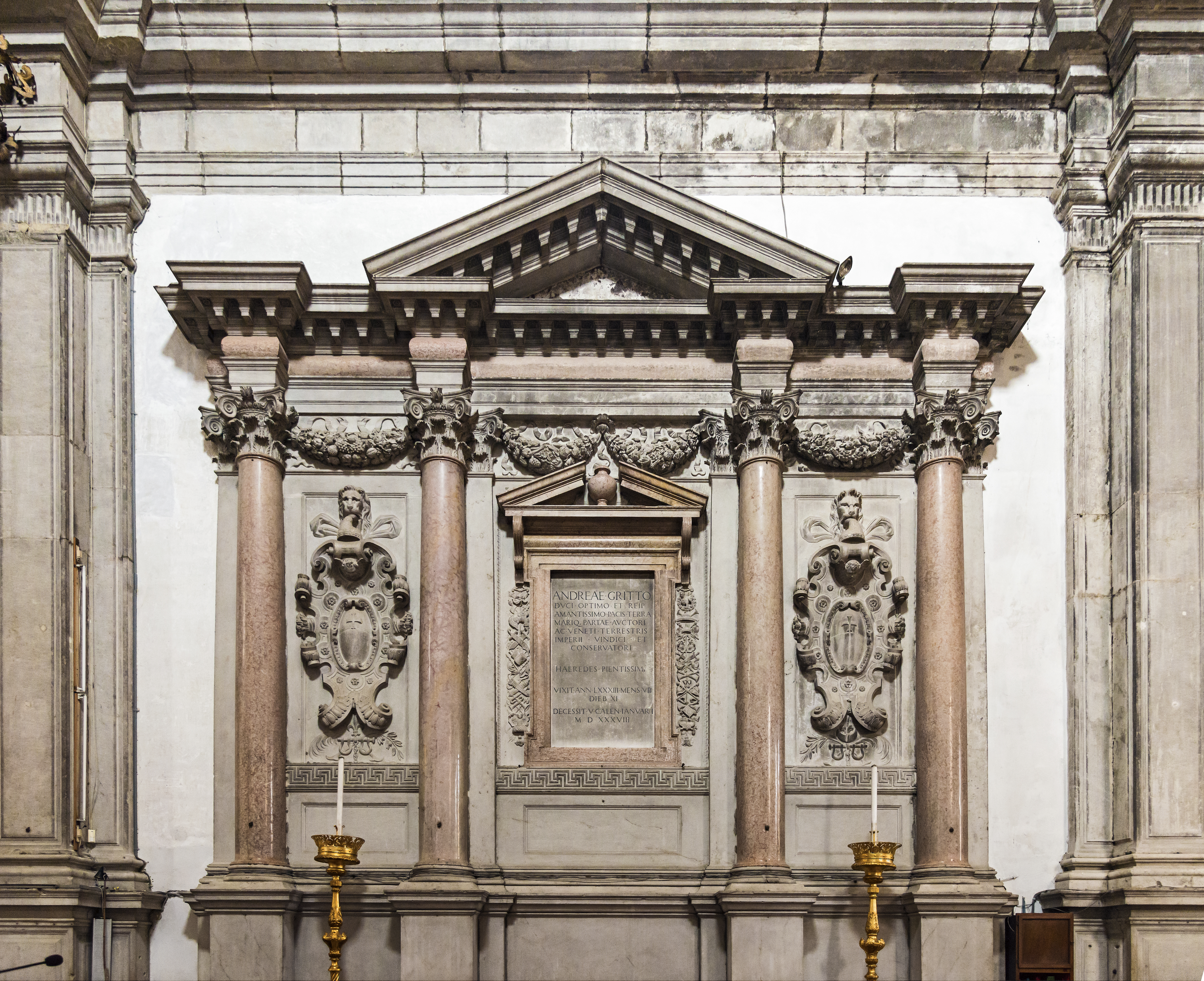
ヴェネツィアの彼の墓。

アンドレア・グリッティ （Andrea Gritti,1455年 - 1538年）は、ヴェネツィアの元首（ドージェ）。（在任:1523年-1538年）。
ヴェローナ近郊のバルドリーノで生まれた。若い頃からコンスタンティノープルに住み、買い付けた品物をヴェネツィアへ輸出していた。1499年、スパイ容疑で逮捕されたが、オスマン帝国高官の介入のおかげで死刑を逃れ、数年して釈放された。
元首に選出された後、神聖ローマ帝国とフランスのどちらにも与せず、中立を保った。1537年、ヴェネツィアが領有しているケルキラ島（ギリシャ）を包囲しようとしていたスレイマン1世を止めることができず、共和国はオスマン帝国との全面戦争に突入した。